# ماريو يامازاكي
ماريو يامازاكي (بالبرتغالية: Mario Yamasaki؛ مواليد 22 أبريل 1964) هو حكمٌ فنون قتالية مختلطة برازيليٌّ، حاصلٌ على ترخيصٍ في العديد من الولايات، ويُعرفُ بمشاركته في يو إف سي، وهو مؤسسٌ ورئيسُ مُدرِّبي أكاديمية ياماساكي الدولية. ياماساكي حكّم في أكثر من 400 نزالٍ في بطولات يو إف سي، والقوة الضاربة، ووورلد إكستريم كايج فايتينج، وإيليت إكس سي [الإنجليزية]، وبرايد فايتنغ.

## وصلات خارجية
- ماريو يامازاكي على موقع IMDb (الإنجليزية)